# Rábafüzes
Rábafüzes (németül: Raab-Fidisch, szlovénül: Fizeš) egykor önálló község, 1983 óta Szentgotthárd városrésze.

## Fekvése
Szentgotthárd városközpontjától 4 kilométerre északra fekszik a magyar-osztrák határ mellett. Itt van a 8-as főút vége, ez a nyugati határszakasz egyik legfontosabb határátkelője. A városrészt Szentgotthárd belvárosával a 7459-es út kapcsolja össze.

## Története

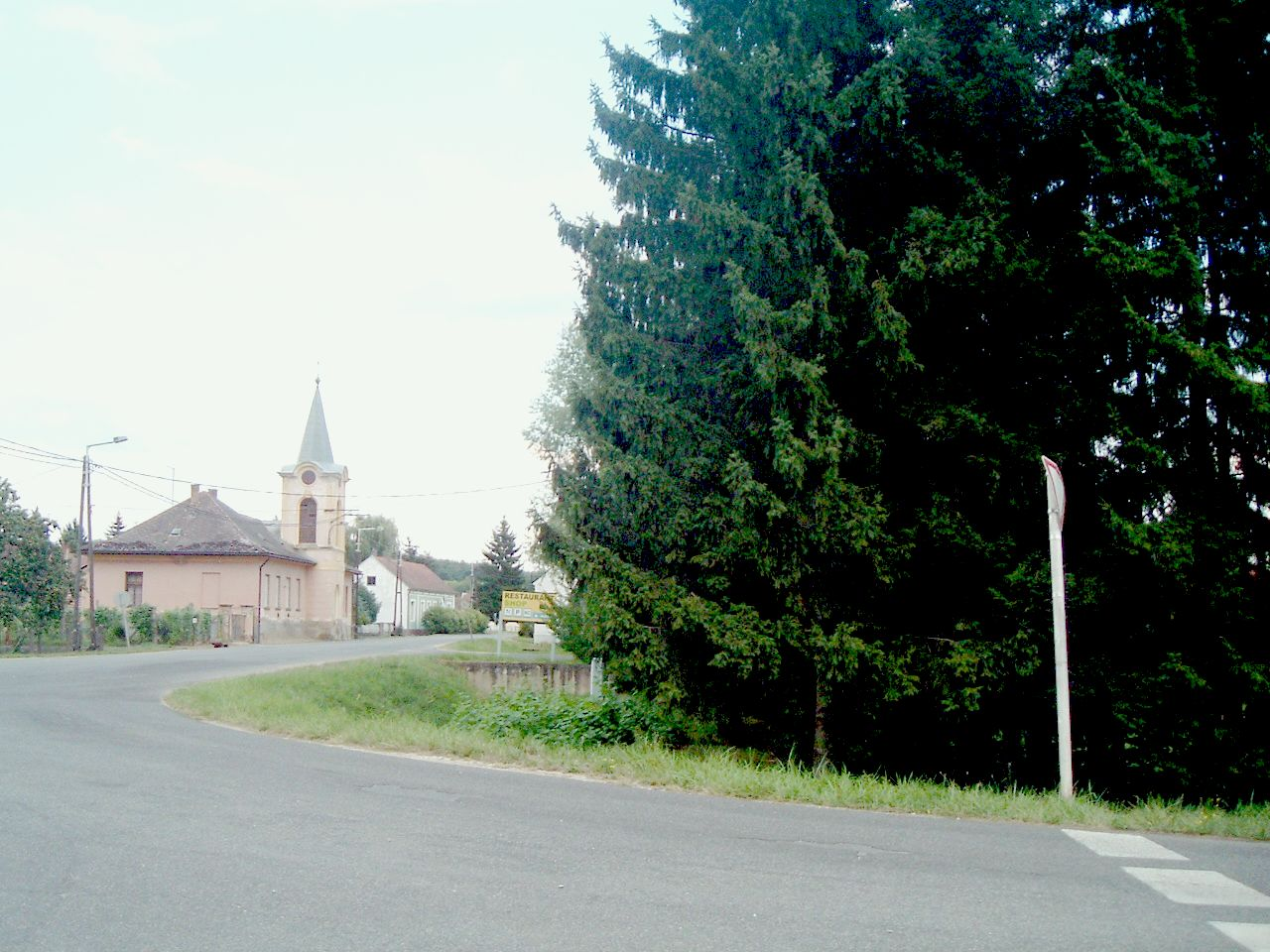
Utcarészlet az egykori evangélikus imaházzal

A falu területe már a római korban lakott volt, ezt bizonyítják a határában 1932-ben talált római sírok.
A mai települést 1150-ben Fides, majd Fizes alakban említik először. 1183-ban a Rába vidékét III. Béla király a ciszterci rendnek adományozta, akik Szentgotthárdon építették fel kolostorukat. Rábafüzes is az ő birtokuk lett.
1283-ban Fyzes néven tűnik fel. 1427-ben és 1428-ban szintén Fyzes alakban szerepel, Németújvár várának tartozéka volt. A 16. században a Batthyányak németújvári uradalmához tartozott.
Vályi András szerint „Raba Fűzes. Elegyes német falu Vas Vármegyében, 702földes Ura Gróf Battyáni Uraság, lakosai katolikusok, fekszik Sz. Gothárdtól fél mértföldnyire. Határbéli földgye termékeny, legelője elég, fája tűzre, és épűletre, réttye jó nemű, ámbár néha az áradások elöntik, szőlő hegye, és gyümöltsös kertyei is vagynak, Stájer Országhoz nem meszsze fekszik, a’ hol keresetre jó módgyok van, malma helyben, első Osztálybéli.”
Fényes Elek szerint „Rába-Füzes, német falu, Vas vmegyében, Szentgothárdhoz fél óra, 474 kath., 246 evang. lak. Gazdag határ. Sok bor, gyümölcs, dohány. F. u. gr. Batthyáni, s a n. ujvári uradalomhoz tartozik.”
Vas vármegye monográfiájában „Rába-Füzes, a gráczi vasútvonal mentén fekvő község, 219 házzal és 1402 németajkú lakossal. Postája helyben van, távírója Szt.-Gotthárd. A körjegyzőség székhelye. Birtokosok a Batthyány -család és a szent-gotthárdi apátság.”
1910-ben 1434, túlnyomóan német lakosa volt. Vas vármegye Szentgotthárdi járásához tartozott. 1946-ban lakosságának 80%-át kitelepítették. 1983 óta Szentgotthárd része.

## Nevezetességei
- Római katolikus temploma 1888-ban épült.

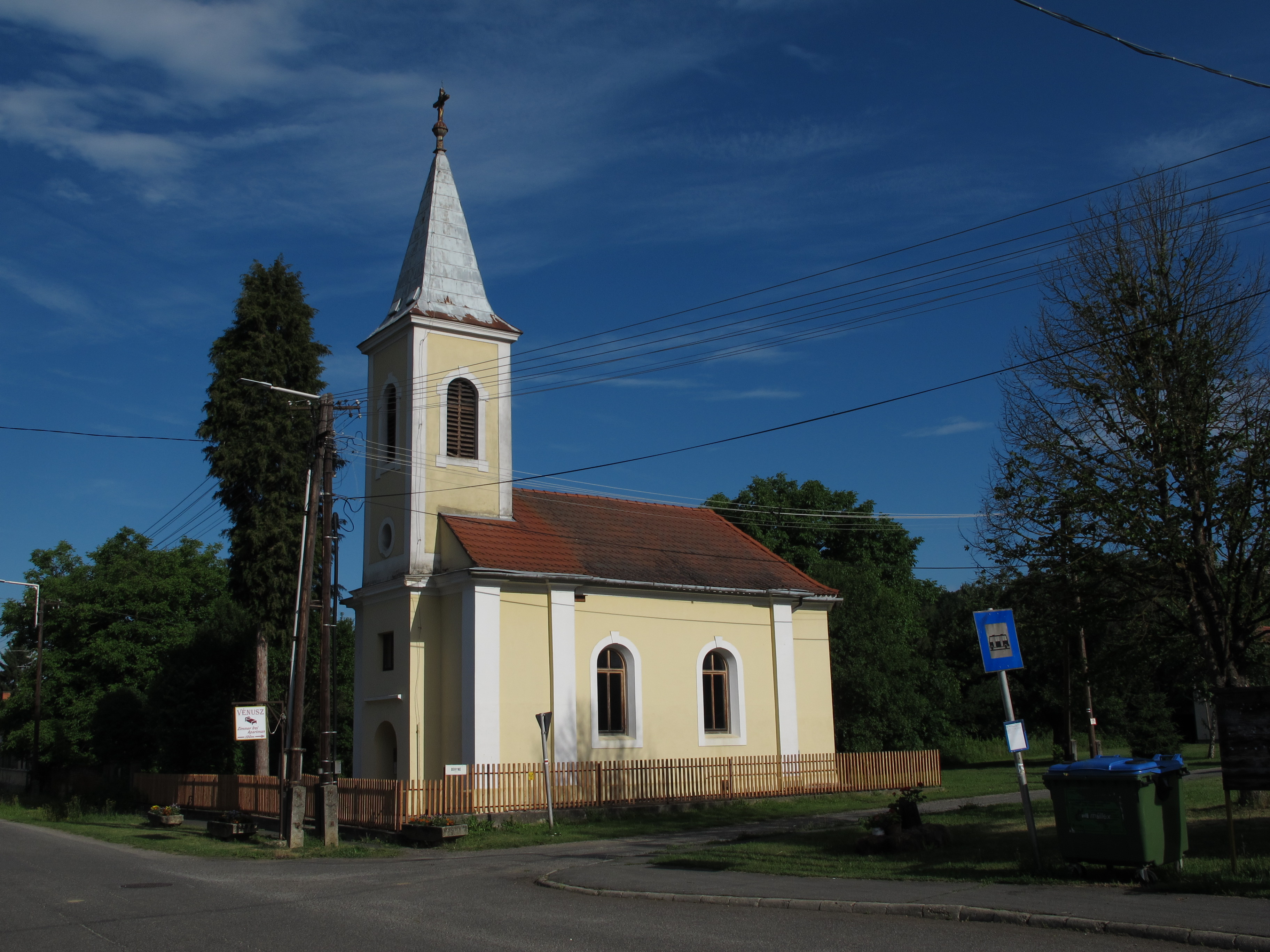
A katolikus templom

- Határátkelőhely

## Külső hivatkozások
- A rábafüzesi római katolikus egyházközség története Archiválva 2007. szeptember 28-i dátummal a Wayback Machine-ben
- Várakozási idők a határátkelőhelyeken – Police.hu